# Buchinga
Buchinga är en by i Västprovinsen i Kenya. Den ligger cirka 15 kilometer väster om Kakamega och 20 kilometer öster om Mumias. De flesta invånarna tillhör den etniska gruppen Luhya. I Buchinga finns en marknad där man handlar med bland annat sockerrör.